# パッシングスルー
パッシングスルー（英：Passing Through）は日本の競走馬。主な勝ち鞍は2019年の紫苑ステークス（GIII）。馬名の由来は、英語で「抜き去る。ライバルを華麗に交わすシーンをイメージして」。

## 経歴

### 2歳（2018年）
10月13日、東京競馬場の新馬戦（芝1600m）に池添謙一を鞍上に据え、単勝オッズ4.4倍の2番人気の評価でデビュー。出走メンバー中最速の上がり3ハロン33.4秒を記録し、後にニュージーランドトロフィー（GII）とユニコーンステークス（GIII）など、芝とダート重賞で勝利するワイドファラオの逃げ込みをクビ差で制し、初勝利。その後は長期休養となった。

### 3歳（2019年）
1月6日のシンザン記念（GIII）で始動。道中5番手でレースを進めたが、伸びず4着。その後距離を400m延長し、優駿牝馬（オークス）のトライアル競走であるフローラステークス（GII）に石橋脩を鞍上に迎え参戦したが、勝ったウィクトーリアから0.1秒離された4着に終わり、優駿牝馬（オークス）の優先出走権を獲得できず、休養されることになった。
7月7日に福島競馬場の3歳以上1勝クラス（500万下）（芝2000m）で復帰、戸崎圭太に乗り替わり、古馬との対決や稍重コース、福島競馬場が初めてにもかかわらず、単勝オッズ1.3倍、1番人気の支持を受け出走。好位で先行し、後続を3馬身離しての勝利となった。
9月7日、秋華賞のトライアル競走である紫苑ステークス（GIII）に出走、単勝オッズ4.5倍の2番人気の支持の中、3番手に位置する先行策から最後の直線で抜け出し、フェアリーポルカにハナ差先着し優勝、重賞初勝利となった。また、秋華賞の優先出走権を獲得した。
10月13日、秋華賞（GI）でGIに初めて出走、道中3番手から最後の直線で5番手につけたが後退し、勝ったクロノジェネシスに1.2秒離されて10着に沈んだ。

### 4歳（2020年）
1月18日の愛知杯（GIII）で始動したが7着に終わる。その後、初のダート戦となったエンプレス杯（JpnIII）では後方追走から2周目向正面で捲り気味に脚を伸ばして3着と好走する。続くマリーンカップ（JpnIII）に1番人気で出走。中団追走も直線伸びを欠き9着と敗退した。芝に戻り、7月12日の七夕賞（GIII）は6着。一息入れて12月20日のディセンバーステークス（L）に出走したが9着という結果に終わる。

### 5歳（2021年）
4月24日の福島牝馬ステークス（GIII）は10着、6月20日のマーメイドステークス（GIII）は16着と大敗が続いた。その後、新潟牝馬ステークスに向けて調整をしていたが9月末に脚部不安を発症したため、10月5日に所有するキャロットクラブにより引退が発表された。引退後はノーザンファームで繁殖牝馬となる。

## 競走成績
以下の内容は、netkeiba.comの情報に基づく。
| 競走日     | 競馬場 | 競走名         | 格     | 距離（馬場）  | 頭 数 | 枠 番 | 馬 番 | オッズ （人気） | 着順 | タイム （上がり3F） | 着差 | 騎手      | 斤量 [kg] | 1着馬（2着馬）       | 馬体重 [kg] |
| ---------- | ------ | -------------- | ------ | ------------- | ----- | ----- | ----- | --------------- | ---- | ------------------- | ---- | --------- | --------- | -------------------- | ----------- |
| 2018.10.13 | 東京   | 2歳新馬        |        | 芝1600m（良） | 18    | 5     | 10    | 004.40（2人）   | 01着 | R1:35.8（33.5）     | -0.0 | 0池添謙一 | 54        | （ワイドファラオ）   | 460         |
| 2019.01.06 | 京都   | シンザン記念   | GIII   | 芝1600m（良） | 12    | 7     | 9     | 007.60（5人）   | 04着 | R1:36.1（35.8）     | -0.4 | 0池添謙一 | 54        | ヴァルディゼール     | 464         |
| 0000.04.21 | 東京   | フローラS      | GII    | 芝2000m（良） | 18    | 4     | 8     | 010.60（6人）   | 04着 | R1:59.6（33.8）     | -0.1 | 0石橋脩   | 54        | ウィクトーリア       | 468         |
| 0000.07.07 | 福島   | 3歳上1勝クラス |        | 芝2000m（稍） | 13    | 6     | 8     | 001.30（1人）   | 01着 | R2:00.9（37.1）     | -0.5 | 0戸崎圭太 | 52        | （ハギノカエラ）     | 468         |
| 0000.09.07 | 中山   | 紫苑S          | GIII   | 芝2000m（良） | 15    | 8     | 15    | 004.50（2人）   | 01着 | R1:58.3（33.8）     | -0.0 | 0戸崎圭太 | 54        | （フェアリーポルカ） | 476         |
| 0000.10.13 | 京都   | 秋華賞         | GI     | 芝2000m（良） | 17    | 8     | 16    | 018.50（9人）   | 10着 | R2:01.1（37.3）     | -1.2 | 0戸崎圭太 | 55        | クロノジェネシス     | 470         |
| 2020.01.18 | 小倉   | 愛知杯         | GIII   | 芝2000m（重） | 16    | 4     | 8     | 004.40（2人）   | 07着 | R2:02.3（37.4）     | -1.2 | 0池添謙一 | 54        | デンコウアンジュ     | 484         |
| 0000.03.05 | 川崎   | エンプレス杯   | JpnII  | ダ2100m（稍） | 13    | 4     | 5     | 003.80（3人）   | 03着 | R2:17.6（41.0）     | -0.7 | 0森泰斗   | 55        | アンデスクイーン     | 488         |
| 0000.04.02 | 船橋   | マリーンC      | JpnIII | ダ1600m（重） | 14    | 8     | 13    | 003.50（1人）   | 09着 | R1:43.3（41.2）     | -3.2 | 0内田博幸 | 56        | サルサディオーネ     | 493         |
| 0000.07.12 | 福島   | 七夕賞         | GIII   | 芝2000m（重） | 16    | 2     | 4     | 017.8（10人）   | 06着 | R2:03.2（38.0）     | -0.7 | 0戸崎圭太 | 54        | クレッシェンドラヴ   | 492         |
| 0000.12.20 | 中山   | ディセンバーS  | L      | 芝1800m（良） | 15    | 8     | 14    | 011.10（5人）   | 09着 | R1:50.4（36.0）     | -1.2 | 0丸山元気 | 54        | トーラスジェミニ     | 494         |
| 2021.04.24 | 新潟   | 福島牝馬S      | GIII   | 芝1800m（良） | 15    | 2     | 3     | 036.70（9人）   | 10着 | R1:47.4（33.7）     | -0.5 | 0津村明秀 | 54        | ディアンドル         | 490         |
| 0000.06.20 | 阪神   | マーメイドS    | GIII   | 芝2000m（良） | 16    | 6     | 11    | 060.2（15人）   | 16着 | R2:01.9（36.3）     | -1.5 | 0荻野極   | 54        | シャムロックヒル     | 480         |

## 繁殖成績
|       | 馬名                   | 生年   | 性 | 毛色 | 父               | 馬主                     | 厩舎             | 戦績           |
| ----- | ---------------------- | ------ | -- | ---- | ---------------- | ------------------------ | ---------------- | -------------- |
| 初仔  | ブレットパス           | 2023年 | 牡 | 鹿毛 | アルアイン       | （有）キャロットファーム | 栗東・中内田充正 | （デビュー前） |
| 2番仔 | パッシングスルーの2024 | 2024年 | 牝 | 鹿毛 | シルバーステート |                          |                  |                |

- 2025年4月11日現在

## 血統表
| パッシングスルーの血統        | パッシングスルーの血統           | パッシングスルーの血統 | （血統表の出典）   | （血統表の出典）  |
| 父系                          | キングマンボ系                   | キングマンボ系         | キングマンボ系     | [ § 2 ]           |
| 父 ルーラーシップ 2007 鹿毛   | 父の父キングカメハメハ 2001 鹿毛 | Kingmambo              | Mr. Prospector     | Mr. Prospector    |
| 父 ルーラーシップ 2007 鹿毛   | 父の父キングカメハメハ 2001 鹿毛 | Kingmambo              | Miesque            |                   |
| 父 ルーラーシップ 2007 鹿毛   | 父の父キングカメハメハ 2001 鹿毛 | *マンファス            | *ラストタイクーン  | *ラストタイクーン |
| 父 ルーラーシップ 2007 鹿毛   | 父の父キングカメハメハ 2001 鹿毛 | *マンファス            | Pilot Bird         |                   |
| 父 ルーラーシップ 2007 鹿毛   | 父の母エアグルーヴ 1993 鹿毛     | *トニービン            | *カンパラ          | *カンパラ         |
| 父 ルーラーシップ 2007 鹿毛   | 父の母エアグルーヴ 1993 鹿毛     | *トニービン            | Severn Bridge      |                   |
| 父 ルーラーシップ 2007 鹿毛   | 父の母エアグルーヴ 1993 鹿毛     | ダイナカール           | ノーザンテースト   | ノーザンテースト  |
| 父 ルーラーシップ 2007 鹿毛   | 父の母エアグルーヴ 1993 鹿毛     | ダイナカール           | シャダイフェザー   |                   |
| 母 マイティースルー 2006 芦毛 | 母の父クロフネ 1998 芦毛         | フレンチデピュティ     | Deputy Minister    | Deputy Minister   |
| 母 マイティースルー 2006 芦毛 | 母の父クロフネ 1998 芦毛         | フレンチデピュティ     | Mitterand          |                   |
| 母 マイティースルー 2006 芦毛 | 母の父クロフネ 1998 芦毛         | ブルーアヴェニュー     | Classic Go Go      | Classic Go Go     |
| 母 マイティースルー 2006 芦毛 | 母の父クロフネ 1998 芦毛         | ブルーアヴェニュー     | Eliza Blue         |                   |
| 母 マイティースルー 2006 芦毛 | 母の母*スルーオール 1990 鹿毛    | Seattle Slew           | Bold Reasoning     | Bold Reasoning    |
| 母 マイティースルー 2006 芦毛 | 母の母*スルーオール 1990 鹿毛    | Seattle Slew           | My Charmer         |                   |
| 母 マイティースルー 2006 芦毛 | 母の母*スルーオール 1990 鹿毛    | Over All               | Mr. Prospector     | Mr. Prospector    |
| 母 マイティースルー 2006 芦毛 | 母の母*スルーオール 1990 鹿毛    | Over All               | Full Tigress       |                   |
| 5代内の近親交配               | Mr. Prospector 4×4               | Mr. Prospector 4×4     | Mr. Prospector 4×4 |                   |
| 出典                          | 1. 2.                            | 1. 2.                  | 1. 2.              | 1. 2.             |

- 半妹に2023年の中山牝馬ステークス勝ち馬で同年の宝塚記念2着のスルーセブンシーズ（父ドリームジャーニー）、2025年のスパーキングレディーカップ勝ち馬のフェブランシェ（父リアルスティール）がいる。
- そのほかの近親にトータルクラリティ（新潟2歳ステークス）。